# Phyllocnistis nepenthae
Phyllocnistis nepenthae is een vlinder uit de familie van de mineermotten (Gracillariidae). De wetenschappelijke naam van de soort werd voor het eerst geldig gepubliceerd in 1931 door Hering M.. De waardplant van de soort is de vleesetende plant Nepenthes tobaica, die net als de vlinder endemisch is op Sumatra.